# Leonhard Keller
Leonhard Keller (* 10. August 1952 in Opferstetten, Landkreis Günzburg) ist ein deutscher Landwirt und Verbandsfunktionär.
Nach dem Besuch der Volksschule war Keller drei Jahre lang Lehrling zum Landwirt. Es folgten die Weiterbildung an der landwirtschaftlichen Fachschule und der Katholischen Landvolkhochschule in Wies bei Steingaden, ehe er 1974 die Landwirtschaftsmeisterprüfung ablegte. 1977 übernahm er den elterlichen Betrieb. 1982 wurde er Ortsobmann und Mitglied des Kreisvorstands, 1987 stellvertretender Kreisobmann, 1992 Kreisobmann im Landkreis Günzburg und Präsident des Bezirksverbands Schwaben des Bayerischen Bauernverbandes. 
Ferner war er stellvertretender Vorsitzender des Aufsichtsrates der Firma Schwabenstärke.
Er gehörte dem Gehilfenprüfungsausschuss und dem Wirtschafts- und Strukturbeirat im Landkreis Günzburg an.
Von 1993 bis 1999 gehörte er dem Bayerischen Senat an.